# Sanchez Watt
Sanchez Watt, né le 14 février 1991 à Hackney (Londres), est un footballeur anglais qui évolue au poste de milieu de terrain.

## Biographie

### Jeunesse et formation
Sanchez Watt nait dans le district londonien de Hackney d'une mère galloise et d'un père jamaïcain. Il se fait remarquer par Arsenal à sept ans alors qu'il joue avec le petit club de Senrab, situé près de l'Epping Forest, et rejoint le centre de formation des Gunners en 1998.

### Arsenal
Sanchez Watt signe son premier contrat professionnel en juillet 2008. Après plusieurs apparitions sous le maillot de l'équipe réserve, il prend part à son premier match en équipe première le 22 septembre 2009 lors de la rencontre de League Cup face à West Bromwich Albion (2-0). Il se distingue en marquant son premier but en professionnel lors de ce match.

### Prêts successifs
Le 2 février 2010, Watt est prêté pour un mois à Southend United qui évolue troisième division anglaise. Il porte à quatre reprises le maillot de ce club.
Le 25 mars suivant, Leeds United et Arsenal se mettent d'accord sur le prêt de Sanchez Watt jusqu'à la fin de la saison 2009-2010. Après six matches en championnat, il fait son retour dans l'effectif des Gunners dans lequel il est sélectionné pour la saison 2010-2011. Cependant, il est de nouveau prêté à Leeds United le 3 août 2010 jusqu'à la fin de la saison. Le 15 janvier 2011, le milieu anglais marque son premier but sous le maillot du club leodensian face à Scunthorpe United. C'est d'ailleurs son unique but en vingt-six rencontres toutes compétitions confondues.
De retour à Londres durant l'été 2011, il est intégré à la réserve d'Arsenal. Le 23 novembre, il est prêté pour deux mois à Sheffield Wednesday. Il dispute quatre rencontres avec le club de Sheffield avant d'être une nouvelle fois prêté le 26 janvier 2012. En effet, Arsenal et le club de D4 anglaise de Crawley Town se mettent d'accord sur un prêt jusqu'à la fin de la saison du jeune milieu anglais.
Le 27 septembre 2012, Watt est prêté pour trois mois à Colchester United (League One).

### Sélection nationale
Après avoir représenté l'Angleterre en équipe des moins de 16 ans, 17 ans puis 19 ans, Sanchez Watt est éligible pour représenter la sélection des Three Lions ainsi que celles des pays d'origine de ses parents : le pays de Galles et la Jamaïque.